# Chris Welch
Pour les articles homonymes, voir Welch.
Chris Welch est un journaliste britannique né le 12 novembre 1941 à Londres.

## Biographie
Originaire du quartier de Catford, dans le sud-est de Londres, Chris Welch débute dans la presse en travaillant pour le Scotsman, puis pour le Kentish Times. Il entre à Melody Maker en 1964 et travaille pour cet hebdomadaire jusqu'en 1979.
Après son départ de Melody Maker, Chris Welch travaille comme journaliste indépendant. Il collabore également avec le magazine Kerrang!, assurant la couverture des artistes de heavy metal. De 1988 à 1993, il est rédacteur en chef de Metal Hammer, un magazine consacré au genre.
Il est également l'auteur de nombreuses biographies d'artistes et de groupes de rock, ainsi que de livrets pour les rééditions d'albums de rock des années 1960 et 1970.

## Publications
- 1972 : Hendrix: A Biography
- 1982 : Marc Bolan: Born to Boogie (avec Simon Napier-Bell)
- 1984 : Def Leppard: An Illustrated Biography
- 1984 : Paul McCartney: The Definitive Biography
- 1990 : Steve Winwood: Roll with It
- 1994 : Pink Floyd: Learning to Fly
- 1995 : The Complete Guide to the Music of Genesis
- 1995 : The Tina Turner Experience
- 1998 : Led Zeppelin: Dazed and Confused: The Stories Behind Every Song
- 1998 : The Secret Life of Peter Gabriel
- 2000 : Cream: The Legendary Sixties Supergroup
- 2001 : John Bonham : batteur du tonnerre (John Bonham: A Thunder of Drums, avec Geoff Nicholls)
- 2002 : Ginger Geezer: The Life of Vivian Stanshall (avec Lucian Randall)
- 2002 : Peter Grant: The Man Who Led Zeppelin
- 2003 : Close to the Edge: The Story of Yes
- 2013 : David Bowie : une vie en images (David Bowie: A Life in Pictures)
- 2018 : Iron Maiden, dans l’antre de la bête (Iron Maiden: Heavy Metal History)